# 克利福德·格雷
克利福德·格雷（英語：Clifford Gray，1892年1月29日—1968年4月），美国男子雪车运动员。他曾代表美国参加1928年和1932年冬季奥林匹克运动会雪车比赛，获得四人制和五人制金牌。